# 1381

## Události
- V Anglii vypuklo lidové povstání.
- Mnich Francesco Eiximenis sepsal dílo Lo crestia.
- V Číně proběhlo první sčítání lidu, během kterého se zapsalo 59 873 305 osob. Po dvouleté úpravě dat byly uveřejněny výsledky – v Číně žilo 60 545 812 obyvatel.
- Vzhledem k tomu, že Johana I. Neapolská podporovala vzdoropapeže Klementa VII., uděluje papež Urban VI. Neapol Karlu z Durazza. S pomocí Uhrů postoupí Karel na Neapol a zajme Johanu. Jakub z Baux, vládce Taranta a Latinského císařství, si po jejím uvěznění nárokuje Achajské knížectví.

## Narození
- 13. ledna – Koleta z Corbie, francouzská světice († 1447)
- 11. srpna – Jolanda Aragonská, vévodkyně z Anjou, významná osobnost konce stoleté války († 14. listopadu 1442)
- 13. října – Tomáš Fitzalan, anglický šlechtic († 1415)
- 27. října – Alžběta Falcká, manželka Fridricha IV. Habsburského († 31. prosince 1408)
- Petr III. z Rožmberka, český šlechtic († 7. prosince 1406)
- Jan I. Bourbonský, francouzský vévoda († 1434)

## Úmrtí
- 24. března – Kateřina Švédská, abatyše z Vadsteny (* 1331/1332)
- 27. března – Juana Manuel, kastilská královna jako manželka Jindřicha II. (* 1339)
- 15. května – Eppelein von Gailingen, německý loupeživý rytíř (* mezi 1310–1320)
- 23. května – Fridrich III. Míšeňský, durynský lankrabě a míšeňský markrabě (* 1332)
- 15. června – Wat Tyler, anglický vzbouřenec (* 4. ledna 1341)
- 5. července – Beatrix Portugalská, hraběnka z Alburquerque (* okolo 1347)
- 12. července – Bartoloměj II. della Scala, pán Verony (* ?)
- 28. září – Taddea Visconti, bavorská vévodkyně (* okolo 1352)
- 2. prosince – Jan van Ruisbroek, vlámský teolog, mystik a spisovatel (* 1293)
- ? — Sung Lien, literární a politický poradce čínského císaře Chung-wua (* 1310)
- ? — Jan II. z Blois, francouzský hrabě (* okolo 1345)
- ? – Jean de Liège, vlámský sochař (* cca 1330)
- ? – Theodora Hatun, pátá manželka osmanského sultána Orhana I. (* 1332)

## Hlava státu
- České království – Václav IV.
- Moravské markrabství – Jošt Moravský
- Svatá říše římská – Václav IV.
- Papež – Urban VI. a Klement VII. (vzdoropapež)
- Anglické království – Richard II.
- Francouzské království – Karel VI. Šílený
- Polské království – Ludvík I. Uherský
- Uherské království – Ludvík I. Uherský
- Lucemburské vévodství – Václav Lucemburský
- Byzantská říše – Jan V. Palaiologos
- Osmanská říše – Murad I.